# Attergau
Koordinaten: 47° 56′ N, 13° 28′ O
Der Attergau ist eine Gegend nordwestlich des Attersees in Oberösterreich.

## Geographie
Den Attergau, das ist das weite schalenförmige Becken, in dessen Mitte der Markt St. Georgen liegt, sollte man auf der Straße oder mit der Bahn von Norden, von Frankenmarkt oder Vöcklamarkt her betreten:
Von dem Höhenrücken zwischen Schmidham und Walsberg aus hat man den schönsten Blick in die flache, grüne Mulde, über welche sich in gehörigem Abstand links der bewaldete Buchberg, rechts der besiedelte Kronberg und das alles überragende, in der Mitte eine Mauer aus hellem Kalkgestein, das Höllengebirge, erheben.
Der Attergau umfasst folgende Gemeinden:
- St. Georgen im Attergau (Hauptort der Region)
- Weißenkirchen im Attergau
- Straß im Attergau
- Berg im Attergau

## Wirtschaft
Als Ferienregion Attergau ist der Attergau Teil des Salzkammerguts. Der Tourismusverband Attergau umfasst die Gemeinden St. Georgen, Straß und Berg (Tourismusverband St.Georgen/Straß/Berg), Weißenkirchen ist mit einem eigenen Ortsverband assoziiert.

## Besiedlungsgeschichte
Die erste, nachgewiesene Besiedelung des Gebietes geht Jahrtausende zurück (3000 v. Chr.). Steinzeitmenschen fuhren auf ihren Einbäumen auf dem Attersee, besiedelten die Ufer und sind durch ihre Pfahlbauten bekannt (1871 wurden Pfahlbaudörfer der Mondseekultur am Attersee und Mondsee entdeckt).
Im 2. Jahrhundert v. Chr. wird das Gebiet Bestandteil des Königreiches Noricum und mit der Eroberung des Königreiches 15 v. Chr. durch die Römer ein Teil des Imperium Romanum. Durch die römischen Soldaten, Geschäftsleute und Kolonisten kommt das Christentum in die Provinz Noricum. Eine wichtige Rolle bei der Glaubensverbreitung spielt dabei sicherlich der Heilige Severin im Jahr 482.
Um 500 bis 550 drangen die Baiern ein und rodeten viele Teile des Gebietes. Viele Ortsnamen gehen auf den bayrischen Ursprung zurück. Die einwandernden Bayern folgten den Römerstraßen und trafen auf romanisierte Einheimische, was Ortsbezeichnungen wie Seewalchen oder Ainwalchen beweisen. Der Name ‚Attergau‘ selbst geht ebenfalls auf die Zeit zurück, in der das Gebiet zum bairischen Stammesherzogtum gehörte. Wie bei den meisten mittelalterlichen bairischen Gau-Namen bezieht sich auch die Bezeichnung auf ein Gewässer, nämlich den Attersee.
Die althochdeutsche Phase erstreckt sich von zirka 500 bis 1100. Ortsbezeichnungen mit Endung auf -ing (etwas älter) und -heim (etwas jünger) deuten auf eine Entstehung in dieser Zeit hin. Die Namen mit einer Endung auf -ing stammen aus Grundsiedlungen der Zeit von 600 bis 800. In der Ausbauphase zwischen 800 und 1000 entstanden vor allem Namen mit der Endung -heim.
Um 1000 beginnt die mittelhochdeutsche Phase. Die zweite Ausbauphase ist gekennzeichnet durch -dorf-, - berg- und -bach-Namen. Die dritte Phase der Ausbausiedlung ist gekennzeichnet durch Rodungsnamen wie -reit-, -schlag-, und -eck-Namen. Die vielen Rodungen führten allerdings zum Absinken des Grundwasserspiegels. -reit- und -öd-Namen korrespondieren zeitlich miteinander.
In der Zeit der Christianisierung wurden folgende Ortsnamen erstmals erwähnt: Steindorf, Ainwalchen und Kemating, alles Dorfansiedlungen, die im Umkreis des Hauptortes Seewalchen am Attersee liegen.
Als Karl der Große 778 den Herzog Tassilo absetzt, fiel auch alles Eigentum an die Franken, die Domäne Aterhofen (heutiges Attersee) wird fränkisches Krongut.
Im Jahr 1007 gründete König Heinrich II. das Bistum Bamberg und schenkte dem Bischof Eberhard zu Bamberg den Attergau, das Gebiet zwischen nördlichem Attersee und Mondseeland. Der damalige Attergau umfasste die Herrschaften Attersee/Kogl, Kammer und Frankenburg. Das Gebiet entsprach im Wesentlichen dem heutigen Bezirk Vöcklabruck, ausgenommen das Mondseeland und der östlichste Teil des Bezirkes um Schwanenstadt. Die drei Grundherrschaften Kogl, Kammer und Frankenburg verwalteten den Attergau.
In politischer Hinsicht gehörte der Attergau genauso wie das Kernland des heutigen Österreich bis 1156 zum Herzogtum Bayern. Der Hauptort war Attersee. Im Jahr 1264 wurde das Zentrum nach St. Georgen (seinerzeit noch Attergaudorf genannt) verlegt. Die Burg Kogl wurde erst später errichtet. Bis zu dieser diente der Kirchturm als Wehrturm und die Gerichte wurden dort abgehalten. 1380 kam der Attergau in den Besitz der Habsburger, und seit damals Bestandteil des Erzherzogtum Österreichs.
In der Revolution von 1848 wurden die Grundherrschaften aufgelöst, an ihre Stelle traten die Verwaltungen. Es kam zur Gründung der politischen Gemeinden, des Bezirkes und der Gerichtsbarkeit, wie wir sie heute kennen. Der Attergau verlor seine Bedeutung als Hoheitsgebiet, was in der Folge zu den verschiedensten willkürlichen Interpretationen über das Attergaugebiet führte. So wird im Tourismusbereich der Attergau in die Tourismusregionen Attersee und Attergau aufgeteilt – seit den 1850ern wird das Atterseegebiet selbst schon zum Salzkammergut gerechnet, der (heutige) Attergau aber erst seit den 1950ern, während z. B. im Forstbereich die Bezeichnung Attergauwälder für die Forste der früheren Grundherrschaftsgebiete noch heute gängig ist.